# Be More Chill
Be More Chill è un musical con musiche e testi di Joe Iconis e libretto di Joe Tracz, basato sul romanzo Be More Chill (conosciuto come Datti una Mossa in Italia) di Ned Vizzini e debuttato al Two River Theatre di Red Bank nel New Jersey nel 2015. Dopo il successo iniziale di pubblico, il musical fu riproposto nell'Off Broadway nel 2018 e a Broadway nel 2019.

## Trama

### Atto I
Il musical inizia con una normale giornata di scuola di Jeremy Heere, sedicenne del New Jersey. Si scopre che il ragazzo è uno dei meno popolari e che ha una cotta per Christine Canigula (Caniglia nel libro). Inoltre, viene preso di mira da Rich Goranski, uno dei ragazzi più popolari, ed incontra Michael Mell, il suo migliore amico. A scuola, tentando di far colpo su Christine, si iscrive allo spettacolo di teatro della scuola (More Than Survive). Durante il primo incontro di prove per lo spettacolo, Jeremy riesce a parlare con Christine, che gli racconta di quanto lei ami il teatro. Alla fine delle prove, Jake Dillinger, migliore amico di Rich, le chiede di uscire, e lei accetta (I Love Play Rehearsal).
Jeremy, triste di non essere riuscito ad ottenere qualcosa con Christine, si rifugia in bagno cercando di togliere la scritta "Boyf", che Rich gli aveva scarabocchiato sullo zaino la mattina per prenderlo in giro, poiché aveva scritto sullo zaino di Michael "Riends". Lì incontra Rich, che dopo avergli intimato di non lavare lo zaino, gli racconta il modo in cui è diventato popolare. Infatti Rich era stato aiutato da uno S.Q.U.I.P. (Super Quantum Unit Intel Processor), una pillola super tecnologica proveniente dal Giappone che, una volta ingerita, si trasferisce nel cervello ed aiuta a raggiungere i propri obiettivi. Jeremy, interessato, si fa dire dove poterne comprare uno (The Squip Song).
Quella sera stessa Jeremy invita Michael a casa sua, per parlargli dello SQUIP e per giocare ai videogiochi. L'amico si dimostra essere riluttante all'idea di comprarne uno, poiché pensa che Jeremy possa essere molto popolare una volta arrivati al college (Two Player Game). Tuttavia decide di aiutarlo, e il giorno dopo si ritrovano al centro commerciale. Una volta trovato lo spacciatore, Jeremy prende lo SQUIP con una Mountain Dew per attivarlo, come gli avevano consigliato. Lo SQUIP si attiva facendogli fare però una figuraccia con Christine, che passava con Jake per un appuntamento (The Squip Enters).
Lo SQUIP agisce quasi subito, dicendo a Jeremy cosa fare, indossare e dire poiché secondo lui lo stato in cui Jeremy riversa è penoso (Be More Chill Pt. 1). Nel mentre Chloe Valentine e Brooke Lohst, due ragazze molto popolari a scuola, notano Jeremy in un negozio da donna dove stava comprando una maglietta su consiglio dello SQUIP, e gli offrono un passaggio a casa (Do You Wanna Ride?).
Jeremy rifiuta, nonostante le insistenze dello SQUIP, per andare a cercare Michael. Quando però scopre che Michael se n'è già andato, decide di dare più ascolto allo SQUIP, giurando di essere ubbidiente (Be More Chill Pt. 2). Fiducioso per aver finalmente qualcuno al suo fianco che lo possa aiutare, Jeremy torna a scuola con un'innata determinazione e sicurezza, specialmente dopo aver incontrato Rich che inizia a mostrarsi più amichevole nei suoi confronti, scoprendo che lo SQUIP può sincronizzarsi con i suoi "simili", così da creare una sorta di collegamento tra loro e far coincidere i loro interessi. (More Than Survive Reprise).
Alle prove teatrali di quel giorno, Christine parla a Jeremy di un ragazzo per il quale sta iniziando a provare qualcosa di più di una semplice amicizia. Jeremy inizialmente penserà stia parlando di lui, ma alla fine la ragazza gli rivela che quella cotta è per Jake (A Guy That I'd Kinda Be Into). Dopo di che, Jeremy fa inconsapevolmente colpo su Brooke, così che lo SQUIP gli consiglia di fidanzarsi con lei, come una sorta di aggiornamento, per diventare più popolare e farsi notare da Christine, che si mette intanto con Jake. Nel prende una decisione Jeremy disattiva per 5 minuti lo SQUIP, scoprendo al contempo che il computer era entrato nel suo nervo ottico, nascondendo  Michael dalla sua visione, credendo che la loro amicizia non riuscirebbe a renderlo popolare. Dopo un leggero tentennamento Jeremy accetta il consiglio dello SQUIP di nascondere Michael e mettersi momentaneamente con Brooke (Upgrade).

### Atto II
Il secondo atto inizia poche settimane dopo, alla festa di Halloween di Jake (Halloween). Jeremy ci va con Brooke dopo il loro fidanzamento, ma viene incrociato da Chloe che, gelosa del ragazzo dell'amica, tenta di sedurlo nella camera da letto dei genitori di Jake. Jeremy non vuole tradire la sua ragazza, ma lo SQUIP lo obbliga a baciare Chloe (Do You Wanna Hang?). I due vengono scoperti da Jake, che inizia ad inseguire Jeremy perché Chloe era la sua ex. Jeremy non riesce a chiedere aiuto allo SQUIP poiché è fuori uso, a causa del troppo alcool che il ragazzo aveva ingerito, e si chiude in bagno dove trova Michael che dopo settimane riesce finalmente a parlargli. L'amico gli dice di aver fatto ricerche sullo SQUIP, stranamente inesistenti su internet, e di aver scoperto, da un amico video giocatore, che un ragazzo diventato popolare grazie ad essa, ora è in un ospedlae psichiatrico completamente impazzito, dopo aver tentato invano di disattivarla. Jeremy però crede che Michael sia solo geloso della sua popolarità, e se ne va chiamandolo perdente. Michael si richiude in bagno, piangendo la sua perduta amicizia con Jeremy ed avendo un attacco di panico (Michael In The Bathroom). Uscendo, Jeremy vede Rich chiedere nel panico a tutti della Mountain Dew Red. Lo SQUIP, una volta ritornato in funzione, gli ordina di lasciare la casa immediatamente. La mattina dopo Jenna Roland, la ragazza dei gossip della scuola, racconta a Chloe che la casa di Jake è andata a fuoco, bruciata da un incendio creato da Rich, ed entrambi i ragazzi sono in ospedale. La notizia si diffonde come, appunto, un incendio, e la reputazione di Rich cala (The Smartphone Hour conosciuta anche come Rich Set A Fire). 
Jeremy chiede allo SQUIP se sapesse dell'incendio, ma quest'ultimo ignora la domanda raccontandogli il suo nuovo piano, convincendolo che se tutto non va bene è colpa dei suoi compagni di classe: dare ad ogni studente della scuola uno SQUIP per "salvarli" dalle loro angosce. (The Pitiful Children). A casa Jeremy si confronta con suo padre. Egli gli chiede il perché sia cambiato tanto in così poco tempo, Jeremy gi dice la verità ma, non venendo preso sul serio, esterna una volta per tutte i suoi sentimenti verso il genitore, ancora profondamente addolorato dopo il divorzio da sua moglie, e che l'ha portato persino a non indossare più i pantaloni. Dopo aver scoperto che il figlio fa parte dello spettacolo scolastico, il padre capisce che qualcosa non va; quindi, capendo che deve mettere da parte il dolore per aiutarlo, va a casa di Michael e lo incoraggia ad aiutare Jeremy e a non abbandonare la loro amicizia (The Pants Song).
A scuola intanto Jenna, dopo aver preso uno SQUIP, ha inserito in una brocca di Mountain Dew tutte le pillole rimanenti che Rich aveva nel armadietto, facendole inghiottire da tutto il cast. Quando Jeremy, sotto l'influenza del programma, cerca invano di dare una pillola anche a Brooke, per "aiutarla con la recita", scopre la brocca piena della bevanda e capisce il piano dello SQUIP: conquistare il maggior numero di persone, trasformandole in persone senza diffetti o insicurezze ma completamente assoggettate alla volontà degli SQUIP, così da far coincidere i loro interessi con quelli del giovane, con lo stesso comando usato con Rich. Jeremy, realizzando con orrore a cosa hanno portato le sue scelte, cerca di combatterlo e in questo tentativo lo SQUIP, gli fa ricordare come il bullo cercava disperatamente della Mountain Dew Red alla festa, e capisce che la bevanda rossa è l'unico modo per disattivarlo, ma purtroppo per lui essa è fuori produzione dagli anni novanta. Michael, incoraggiato dal padre di Jeremy, torna a scuola con una bottiglia di Mountain Dew Red. Il ragazzo infatti colleziona da sempre oggetti di "vecchia-scuola", e sapeva dell'antidoto dalle sue ricerche. Dopo una battaglia con tutto il cast "SQUIPpato" Michael viene preso in ostaggio da un Jake con le gambe gessate, ma che non prova dolore, mentre Jeremy cerca di bere le ultime gocce rimaste della bevanda (che si era versata durante la lotta), ma fermato dal suo SQUIP che cerca di ammonirlo a non prendere l'antidoto, solo per conquistare Christine, che ha bevuto la bevanda con le pillole, e che è caduta innamorata per il ragazzo. Jeremy, facendosi dire dal computer che la ragazza farebbe qualunque cosa per lui, le fa bere la Mountain Dew Red, riuscendo a disattivare tutti gli SQUIP, che erano collegati tra loro. (The Play).
Jeremy si risveglia in ospedale, accanto al letto di Rich. Parlando con lui capisce che nessuno ha mai avuto bisogno di uno SQUIP per essere felice, e dopo essere ritornato a scuola, chiede a Christine di uscire. Lei finalmente accetta, e Jeremy si rende conto che le "voci nella sua testa" ci saranno sempre, confermando che lo SQUIP è ancora nella sua testa, ma è stato ridotto a una di queste voci, impossibilitato ad agire sui suoi pensieri, e sul suo intero corpo. Sarà solo compito del ragazzo, fare in modo che la voce più forte sia la sua. (Voices In My Head).

## Cast
| Personaggi         | Two River Theatre   | Premiere Australiana                             | Premiere Regno Unito               |
| ------------------ | ------------------- | ------------------------------------------------ | ---------------------------------- |
| Jeremy Heere       | Will Connolly       | Luke Arthur                                      | Dylan Hopkins                      |
| Michael Mell       | George Salazar      | Harrison Riley                                   | non confermato                     |
| Christine Canigula | Stephanie Hsu       | Rachel Mayrick                                   | Asha Powell e Abby Thomas          |
| Squip              | Eric William Morris | Keira Connelly                                   | Cai Roberts                        |
| Chloe Valentine    | Katlyn Carlson      | Charlize Spillane                                | Rafi Ronconi-Woollard              |
| Brooke Lohst       | Lauren Marcus       | Laura Banning                                    | Kaiah Rutterford                   |
| Rich Goranski      | Gerard Canonico     | Chris O'Shea                                     | Jacob Tanner                       |
| Jenna Rolan        | Katie Ladner        | Molly McCrann                                    | Casey Rowlands e Devon James-Bowen |
| Jake Dillinger     | Jake Boyd           | Matt Shepherd                                    | Ellis Brown                        |
| Mr. Heere          | Paul Whitty         | Steven Burns                                     | Hector Mupita                      |
| Mr. Reyes          | Paul Whitty         | Hannah Gibbins                                   | Nat Lewis e Blaze Tallulah Roper   |
| Spacciatore        | Paul Whitty         | Lindford Gilmour, Tazmin Harper, Isabelle Kohout | Ryan Michael Norman                |
| Cori               | Paul Whitty         | Lindford Gilmour, Tazmin Harper, Isabelle Kohout | Ryan Michael Norman                |

## Numeri Musicali

### Atto I
- Jeremy's Theme
- More Than Survive - Will Connolly, George Salazar e cori
- I Love Play Rehearsal - Stephanie Hsu
- The Squip Song - Gerard Canonico e cori
- Two Player Game - George Salazar e Will Connolly
- The Squip Enters - Eric William Morris e Will Connolly
- Be More Chill Pt. 1 - Eric William Morris, Will Connolly e cori
- Do You Wanna Ride? - Lauren Marcus e Katlyn Carlson
- Be More Chill Pt. 2 - Eric William Morris, Will Connolly e cori
- More Than Survive (Reprise) - Will Connolly e cori
- A Guy That I'd KInda Be Into - Stephanie Hsu
- The Squip Lurks
- Upgrade - Lauren Marcus, Eric William Morris, Jake Boyd, Stephanie Hsu, Will Connolly e cori

### Atto II
- Halloween - cori
- Do You Wanna Hang - Katlyn Carlson
- Michael In The Bathroom - George Salazar
- The Smartphone Hour o Rich Set A Fire - Katie Ladner, Katlyn Carlson, Lauren Marcus e cori
- The Pitiful Children - cori
- The Pants Song - Paul Whitty e George Salazar
- The Play - cori
- Voices In My Head - Will Connolly e cori

## Curiosità

### Comunità LGBT+
Be More Chill ha avuto un grande ruolo nella comunità LGBT+. Infatti tutti i personaggi del musical fanno parte della comunità, anche se sessualità e genere sono decisi dai fan. Gli unici personaggi che hanno sessualità e/o genere canonici sono Rich (bisessuale), Michael (gay, ed i due Joe hanno rivelato che Michael ha una cotta per Jeremy) e lo Squip (agender).

### Libro e Musical
Il musical ed il libro sono molto diversi tra loro. Questo poiché i due Joe hanno deciso di ambientare il musical nel 2015, mentre il libro è ambientato nel 2005. Ciò ha anche permesso la creazione della canzone "The Smartphone Hour"", che sottolinea l'influenza che l'Internet oggi ha sui giovani, cosa che nel 2005 non era così importante. 
Un altro cambiamento sono i personaggi: la maggior parte di essi sono stati racchiusi in un'unica persona del musical, per delle esigenze di cast, ma tutti hanno un comportamento e carattere completamente diverso.